# KINCHO園芸
KINCHO園芸株式会社（きんちょうえんげい）は、大日本除虫菊（KINCHO）グループの農業資材メーカー。主に家庭園芸用の農薬・肥料類を取り扱う。
住友化学園芸から2025年7月に社名変更した。

## 沿革
- 1969年（昭和44年） - 武田薬品グループの子会社として、「武田園芸資材株式会社」設立。
- 1989年（平成元年） - CIを導入、「タケダ園芸株式会社」に社名変更。
- 2002年（平成14年）11月1日 - 武田薬品（武田）が、医薬に経営資源を集中させる経営戦略変更を実施。これに伴い、武田と住友化学（住化）の合弁会社である住化武田農薬の完全子会社となり、「住化タケダ園芸株式会社」に社名変更。
- 2007年（平成19年）11月1日 - 住化武田農薬と住友化学との合併に伴い、「住友化学園芸」に社名変更。
- 2025年（令和7年）7月1日 - 住友化学から大日本除虫菊への親会社変更に伴い、「KINCHO園芸」に社名変更[2]。

## 主な製品
- 園芸用殺虫剤・殺虫殺菌剤【農薬】
  - オルトラン粒剤・DX粒剤・液剤・水和剤・C
  - オルチオン乳剤 - オルトランとスミチオンの混合剤
  - モスピラン粒剤・液剤（製造販売元：日本曹達）
  - ベストガード粒剤 - 花の害虫退治に、株元にばらまくだけで効果が続く浸透移行性粒剤。特にアブラムシなど、吸汁性難防除害虫に有効。
  - ベニカ水溶剤 - ダントツ水溶剤の家庭園芸向け仕様
  - ベニカS乳剤
  - ベニカX - インナーバルーン（二重）構造容器を採用した冷害の心配が無いエアスプレータイプの殺虫殺菌剤。逆さでも使え、また可燃性ガスを使用していない為（圧縮空気使用）、使用後は空き缶（スチール缶）としてそのままリサイクルに出せる。（廃棄方法は地域条例に従う。）この為、本品にはガス抜きキャップが添付されていない。正味量は300mlだが、二重構造容器を使用している関係で缶サイズは同社エアゾール剤の徳用（420ml）と同サイズとなっている。成分は同じだが含量、登録内容の異なるスプレー剤・乳剤もあり、乳剤は白さび病にも効く。
  - ベニカXファインスプレー
  - ベニカDX - ポロポンVの販売名変更品。IGR剤ブプロフェジン（アプロード）配合により、家庭園芸用殺虫殺菌エアゾル剤で唯一カイガラムシ（若齢幼虫）にも効く。殺菌剤は浸透移行性、ガス効果により長期持続性に優れたEBI剤ミクロブタニル（ラリー）を採用。（製造販売元：日本農薬）
  - ベニカJスプレー - ケムシ用ジェット噴射式スプレー剤
  - ベニカR乳剤
  - ベニカケムシエアゾール - ケムシ用ジェット噴射式エアゾール
  - ベニカマイルドスプレー - 有効成分に食品である還元澱粉糖化物（水飴）を使用した野菜用スプレー剤。
  - ベニカグリーンVスプレー
  - ベニカベジフルスプレー
  - ベニカマツケア - 家庭園芸用松枯れ予防剤。浸透移行性により、マツ枯れ原因の松くい虫（マツノマダラカミキリ）を2ヶ月間防除。（本剤は殺線虫剤ではないので、既に食入しているマツノザイセンチュウには効果が無い。）
  - パイベニカVスプレー
    - ガーデンドクタープティ

  - ボルン - 薬害の少ない高純度マシン油を使用した、カイガラムシの専門薬
  - 園芸用キンチョールE - 詳細は左記項目を参照。（製造販売元：大日本除虫菊）
  - 家庭園芸用スミチオン乳剤 - 乳剤は生産農家用と登録内容が一部異なる為、商品名の頭に「家庭園芸用」と表記してある。
  - 家庭園芸用マラソン乳剤
  - スミソン乳剤 - スミチオンとマラソンの混合剤で、安定した効果が持続。（製造販売元：サンケイ化学）
  - アーリーセーフ - サンクリスタル乳剤の家庭園芸用製剤（製造販売元：サンケイ化学）
  - ダニ太郎 - マイトコーネフロアブルの家庭園芸用製剤（製造販売元：日産化学工業）
  - 粘着くん液剤 - 有効成分はでんぷん
  - STゼンターリ顆粒水和剤
  - 家庭園芸用サンケイダイアジノン粒剤3 - コガネムシの幼虫用殺虫剤（製造販売元：サンケイ化学）
  - 三明デナポン粒剤5 - 未成熟とうもろこしのアワノメイガ専用殺虫剤（製造販売元：三明ケミカル）
  - サンケイデナポン5%ベイト - ダンゴムシ、ネキリムシの誘殺剤（製造販売元：サンケイ化学）
  - ネキリベイト
  - ナメトックス - ナメクジ誘殺剤（製造販売元：サンケイ化学）
  - ナメナイト
  - モスピラン・トップジンMスプレー - ニッソーグリーンからも同じ商品名で発売されている。また、フマキラーからも「カダン　モスピラン・トップジンMスプレー」の商品名で発売されている。（製造販売元：日本曹達）
  - モストップジンRスプレー（製造販売元：日本曹達）
  - ダブルプレーAL - DCMホールディングス向け製品
- 家庭用殺虫剤
  - アリアトール（アリ用）
  - 不快害虫（不快害虫用）
  - スパイダージェット（クモ用）
  - ナメトックスハウス（ナメクジ用）
  - ナメ退治（同上）
  - ブラウンベイト（ナメクジ・不快害虫用） - 2種類の天然成分（リン酸鉄(III)＋スピノサド）を配合した環境に優しく雨に強い誘殺剤
  - ムカデ粉剤（ムカデ用）
  - カメムシエアゾール（カメムシ用）
  - ヤブ蚊・マダニスプレー【防除用医薬部外品】
  - カメムシアタッカーEX
  - カメムシエアゾール
  - ハチ・アブエアゾール
- 除草剤【農薬】
  - クサノンEX（非農耕地用）
  - GFクサレンジャー（非農耕地用）
  - 草退治Z粒剤（非農耕地用）
  - 草退治V粒剤（非農耕地用） - DCMホールディングス向け製品
  - クサトローゼ除草スプレー（非農耕地用） - 同上
  - 草退治シャワーワイド（非農耕地用）
  - 草退治メガロングシャワー（非農耕地用）
  - 草退治メガロングシャワーGT （非農耕地用）
  - 草退治メガロングFL （非農耕地用）
  - グリーンスキットシャワー
  - GFダイロン微粒剤（非農耕地用） - 土壌兼茎葉処理剤
  - ターンアウト液剤（非農耕地用）
  - 家庭園芸用日産MCPソーダ塩（日本芝用）（製造販売元：日産化学工業）
  - シバニードアップ粒剤（日本芝用）
  - シバニードグリーン粒剤【肥料】（日本芝用肥料入り除草剤）
  - シバニードシャワー（日本芝用）
- 殺菌剤【農薬】
  - 家庭園芸用トップジンMゾル（製造販売元：日本曹達）
  - トップジンMペースト（製造販売元：日本曹達）
  - サンケイエムダイファー（製造販売元：サンケイ化学）
  - 兼商モレスタン水和剤 - 殺菌・殺ダニ剤（製造販売元：アグロ・カネショウ）
  - GFベンレート水和剤 - デュポン社からの導入品であった為、発売当初の商品名は「デュポンベンレート水和剤」であったが、2002年に同剤の日本国内における事業が住友化学へ譲渡された為、2003年春より「ベンレート水和剤」となった。現社名となった後、農薬登録更新の際に住友化学園芸のメーカコード「GF」が商品名の頭に付けられた。なお、この「GF」が何の略かは全く不明である。
  - ヤシマストマイ液剤20（製造販売元：協友アグリ）
  - サンボルドー - 有効成分は塩基性塩化銅。もち病、さび病などの予防剤。（製造販売元：サンケイ化学）
  - サンケイオーソサイド水和剤80 - 芝生・球根・種子などの予防的殺菌剤。計量スプーン付。（製造販売元：サンケイ化学）
  - STダコニール1000 - 草花、野菜、果樹などの予防殺菌剤。商品名の「ST」は、かつての製造販売元であった住化武田農薬に由来。
  - 家庭園芸用レンテミン液剤 - シイタケエキスを有効成分とした、ウイルス病の専門薬（予防薬）。（洋蘭、シンビジウム等の株分け作業前の）手指、ハサミ等の消毒にも使用でき、芝生に対しては活着促進効果もある。（製造販売元：野田食菌工業）
  - STサプロール乳剤 - わが国最初のEBI剤。乳剤の為、作物の汚れが少なくバラに最適。芝生の中のキノコも退治できる。かつては「武田サプロール乳剤」で、計量の不要な分包品（1ml×5本）や、広い庭に便利な100ml入りもあったが、現在は計量スポイト付の30ml入りのみである。商品名変更の際、容器がビンからポリ容器に変更となった。旧アメリカン・サイアナミッド・カンパニー（現：BASFアグロ社）からの導入品。
  - 家庭園芸用カリグリーン【肥料】（製造販売元：東亞合成）
  - 石原フロンサイド粉剤（製造販売元：石原産業）
- 肥料【肥料】
  - マイガーデン
  - エードボールCa - カルシウム配合置くだけ肥料（裸錠）
  - マイローズ ばらの肥料
  - マイローズ ばらの液体肥料
  - 花工場
  - ベジフル液肥
  - トマトの尻腐れ予防スプレー
- 植物生長調節剤【農薬】
  - 日産トマトトーン（製造販売元：日産化学工業）
  - 日産トマトトーンスプレー（製造販売元：日産化学工業）
  - ルートン（製造販売元：石原産業） - さし芽、さし木の発根促進剤
  - ビーナインスプレー（製造販売元：日本曹達）
  - ジベラ錠5 - 草丈を伸ばす薬剤。計量の簡便な錠剤（発泡錠）タイプ。（農薬登録上の剤型は水溶剤）
- その他
  - ダイン【農薬】（展着剤） - 散布液をのり状にし、付きを良くする展着剤。水和剤のみで散布液を作る際や、キャベツなど薬液の付着しにくい作物に散布する際必須。
  - アースチェック液（土壌酸度測定液）
  - フローリスト（切花延命剤）
  - 花工場切花ロングライフ液
  - リーフクリン（葉面洗浄剤）
  - 園芸手袋
  - 園芸用メガネ
  - 農薬用マスク - 園芸マスクを改称（製造販売元：スリーエム ジャパン）
  - 園芸用ピペット
  - ハンドスプレー
  - ハンドスプレーL
- 家庭用日用品雑貨（ウィズット）

ホームプロダクト事業部の製品になる。
- 業務用製品
  - オルトランカプセル【農薬】
  - エードプロ【肥料】
  - 花工場スティック庭木用業務用【肥料】 - ジョブススティック（業務用）のOEM。
  - リーフクリン10 - 経済的な濃縮タイプ。

この他にスミソン乳剤、ターンアウト液剤の業務用がある。
- 生産完了品
  - 園芸用殺虫剤・殺虫殺菌剤【農薬】
    - ベニカ（家庭園芸用殺虫エアゾル） - ペルメトリンエアゾル
    - ベニカC（家庭園芸用殺虫殺菌エアゾル） - ペルメトリン・カルベンダゾールエアゾル。花の害虫と病気の防除が一度にできる。
    - ベニカ乳剤（除虫菊・マラソン乳剤）
    - ベニカソフト - ベニカの改良品。一般名はベニカと同一。
    - ベニカソフトC - ベニカCの改良品。一般名はベニカCと同一。
    - GFオルトランS - オルトランにスミチオンを追加処方した速効性と持続性を両立したアブラムシ・ケムシ用エアゾール。「GFオルトランC」へ機能統合。
    - パサール
    - パサールA
    - ポロポンA - スミチオンのエアゾール （製造販売元：日本農薬）
    - ポロポンB - マラソンのエアゾール （製造販売元：日本農薬）
    - ポロポンV - ベニカDXへ継承（製造販売元：日本農薬）
    - ベニカエース - 植物に近接（～30cm）噴霧できる、冷害・臭いの少ない園芸用殺虫エアゾール。有効成分はエトフェンプロックス。（スプレー・液剤も同じ）なお、本剤とベニカXを除く同社園芸用エアゾール剤は、冷害を防ぐ為、植物より30cm以上（GFオルトランCは約30cm）離して噴射するよう注意書きが記載されている。
    - ベニカエーススプレー
    - ベニカエース液剤 - 臭いの少ない園芸用殺虫剤
    - ベニカDスプレー - クロチアニジン（ダントツ）を家庭園芸用殺虫剤では初めて配合した製品。
    - パイベニカ - 有機農産物栽培に使用できる、除虫菊由来の天然ピレトリンを使用した野菜用エアゾール。
    - パイベニカ乳剤 - 広い庭や家庭菜園に便利な上記製品の乳剤。
    - パイベニカスプレー - 冷害の恐れが無く、スポット処理に適したパイベニカのスプレー剤。
    - モスピランスプレー - 「モスピラン・トップジンMスプレー」に機能統合（製造販売元：日本曹達）
    - スミナイス乳剤 - スミチオンとアディオンの混合剤
    - 武田ケルセン乳剤40（家庭園芸用殺ダニ剤）
    - 武田オサダン水和剤25（同上） - 酸化フェンブタスズ水和剤。家庭園芸用は旧タケダ園芸時代に生産完了。その後、農業用も2011年9月30日をもって販売中止、翌年10月1日には毒物に指定されるとともに温室やハウス内で使用できなくなり、2016年9月22日をもって登録失効。（製造販売元：シェル化学（現・シェルケミカルズジャパン））
    - バロックフロアブル - 殺ダニ剤。「ダニ太郎」へ機能統合。（製造販売元：協友アグリ）
    - 石灰硫黄合剤 - 秋冬期の害虫と病気に。
    - トアロー水和剤CT - BT水和剤（殺芽胞）。野菜のアオムシ退治に。有機農産物栽培に使用可能。「トアローフロアブルCT」に機能統合。（製造販売元：東亞合成）
    - トアローフロアブルCT（製造販売元：東亞合成）
    - 園芸用でんぷんスプレー
    - ボルテージ粒剤6 - 手軽に使える、土に混ぜるだけ・ガス抜き不要の殺線虫剤。線虫、ネダニ、キスジノミハムシなど土壌中の潜伏害虫に。
    - ナメクジスプレー（製造販売元：サンケイ化学）
    - ナメトックス液（製造販売元：サンケイ化学）
    - マイキラー（製造販売元：サンケイ化学）
    - オレート液剤（製造販売元：OATアグリオ）
    - スミチオンスプレー
    - テルスタースプレー - 殺虫・殺ダニ剤（製造販売元：日産化学）
    - STアクテリック乳剤 - 英ICI社（後のゼネカ、現：シンジェンタ）からの導入品。発売当初は「武田アクテリック乳剤」。

  - 家庭用殺虫剤
    - アリアトールS - 黒アリ、白アリその他お庭の不快害虫に。（屋外用）前期型はノズルが外付けであったが、後期型は2WAYノズルとなった。植物には直接使用できない。処方改良により芝生でも使える「アリアトールエアゾール」へ継承。
    - アリアトールW粉剤
    - アリアトール液 - 巣退治用アリキンチョールの家庭園芸向け仕様。有効成分はシラフルオフェンで、アリの巣や通り道にかけるだけでアリをすばやく巣ごと退治。庭の植物にやさしい水性タイプ。「アリアトール巣ごとシャワー」へ継承。（製造販売元：大日本除虫菊）
    - アリ速効液 - 速効性に優れた2種類の殺虫成分（BPMC+フタルスリン）によりアリをすばやく退治。「アリアトール速効シャワー」へ継承。（製造販売元：大阪化成）
    - ムカデトール
    - 不快害虫W粉剤
    - 不快害虫液 - 直接かけるだけでムカデ、ヤスデなどをすばやく退治。（製造販売元：大阪化成）
    - 無虫空間虫よけ顆粒
    - 無虫空間虫よけ吊り下げタイプ
    - NEWナメクジスプレー
    - アリアトールA（木材用シロアリ駆除エアゾル剤） - 有効成分はホキシム。処方改良により「アリアトールAX」に継承。（製造販売元：武田薬品工業）
    - アリアトールA粒剤（防蟻剤） - 有効成分はカプリン酸。ファーストガード粒剤の家庭園芸向け仕様。なおファーストガード粒剤は現在、大阪ガスケミカルグループ（かつては武田グループ）の日本エンバイロケミカルズ（現・大阪ガスケミカル）にて取り扱っている。（製造販売元：武田薬品工業）
    - アリアトールAX（木材用シロアリ駆除エアゾル剤） - 有効成分はクロチアニジン。農薬としては使用できない。「アリアトール 白アリエアゾール」へ継承。
    - 無虫空間ヤブ蚊退治【防除用医薬部外品】 - ヤブ蚊用エアゾール（屋外用かつ家庭用）。ヤブ蚊・マダニスプレーへ機能統合。（製造販売元：大日本除虫菊）
    - キルノック（ハチ用・スズメバチ用）（製造販売元：住化エンビロサイエンス）

  - 忌避剤
    - 無虫空間（屋外用虫よけ剤）
    - イヌ・ネコにげる粒状
    - のら猫にげる練り状
    - ねずみにげる
    - 犬猫マーキング消臭液スプレータイプ

  - 殺菌剤【農薬】
    - 武田ジマンダイセン水和剤
    - 武田マンネブダイセンM水和剤 - 「サンケイエムダイファー」へ継承
    - ミラネシン水溶剤 - ミルディオマイシン水溶剤。花のうどんこ病の専門薬。水溶剤なので散布後の汚れが少ない。
    - 武田マイシンS - 「ヤシマストマイ液剤20」へ継承
    - 武田ダコニール水和剤 - オウトウの開花3日後に。「武田ダコニール1000」へ機能統合
    - 武田ロブラール水和剤 - 旧ローヌ・プーラン油化アグロ（後のアベンティスクロップサイエンスシオノギ、現：バイエルクロップサイエンス）からの導入品。近年、耐性菌が出ている。
    - ビスダイセン水和剤（製造販売元：ダウ・ケミカル日本）

  - 忌避剤
    - のら猫にげる粒状 - 「イヌ・ネコにげる粒状」へ機能統合
    - もぐらにげる - 非農耕地用モグラ忌避剤
    - 犬猫マーキング消臭液

  - 除草剤【農薬】
    - クサノン粒剤 - 空き地用強力除草剤（DCMU・DPA・2,4-PA粒剤）。散布後、ゆっくり（1～2週間で）枯れるが、その後2～3ヶ月は雑草の発生を抑える。「クサノンV粒剤」へ継承
    - クサノンP粒剤 - アトラジン・テトラピオン・DCMU・DPA粒剤。ススキ、ササ等の大型雑草にも卓効を示し、約6ヶ月効果持続。全サイズ、中身の見える散粒容器入り。「クサノンMP粒剤」へ継承
    - クサノンV粒剤 - クサノン粒剤の改良品。同剤の2,4-PAをMCPPに置き換えた製品で、効果等はクサノン粒剤同等。
    - クサノンMP粒剤 - クサノンP粒剤の改良品。同剤のアトラジンをイソウロンに置き換えた製品で、チガヤ、セイタカアワダチソウにも長く良く効く。全サイズ、散粒容器入り。
    - クサノンA乳剤 - 早く（2～3日で）枯れ、広い面積に使いやすい乳剤タイプ。DCPA（スタム）にNACを追加処方し、イネ科雑草にも卓効を示す。（殺虫効果もあるが、殺虫剤ではない。）茎葉処理・接触剤であり、土壌からは作用されないので、雑草を枯らした後に花等を植えられる。ワイダック乳剤の家庭園芸向け仕様ではあるが、本剤は果樹園等では使用できない。同じく住化グループに属するレインボー薬品でも「ネコソギ乳剤」（農薬名：「ミカサワイダック乳剤」→「ヤシマワイダック乳剤」）の商品名で発売されていた。（こちらは果樹の下草除草にも使えた。）また、北興産業でも「クサダウン乳剤」の商品名で発売されていた。
    - クサノンS水和剤 - ジョロでまける、計量の不要な分包。
    - クサノンスプレー - 2～3日で枯れ、ゼニゴケ（鉢の中を除く）にも効く、スポット処理に適したスプレー剤。
    - クサノンDX（非農耕地用）
    - 草退治粒剤（非農耕地用）
    - 草退治シャワー（非農耕地用）
    - 草退治シャワーロング（非農耕地用）
    - 日産プリマトールAD粒剤（製造販売元：日産化学工業）
    - ロンパー細粒剤F（芝生用）（製造販売元：日本農薬）
    - ペスコ（芝生用）
    - シマジン（芝生用）（製造販売元：日本チバガイギー）
    - ザイトロンアミン液剤（日本芝用）
    - ザイトロン微粒剤（日本芝用） - 「しつこい雑草退治微粒剤」へ継承
    - ザイトロンアミンスプレー液剤（日本芝用） - 「しつこい雑草退治スプレー」へ継承
    - GFベンポール粒剤（日本芝・スギナ用） - レインボー薬品でも「シバキープ粒剤」の商品名で発売されていた。
    - シバニード微粒剤（日本芝用） - 処方改良により「シバニードアップ粒剤」へ継承
    - 日産テマナックス【肥料】（日本芝用肥料入り除草剤） - 「シバニードグリーン粒剤」へ継承。なお、ゴルフ場向けには日産化学工業より販売継続。（製造販売元：日産化学工業）
    - しつこい雑草退治（日本芝・家の周り用） - ザイトロンの販売名変更品。樹木の下にも使え、微粒剤はクズにも効く。

  - 肥料【肥料】
    - エード（家庭園芸用液体肥料） - 「花エード」へ継承
    - エードF（葉面散布用液体肥料） - 「観葉エード」へ継承
    - 花エード - 広い庭に最適な原液（希釈）タイプの花用液肥。持ちやすいスクエアボトル入り（計量カップ付）。「エード原液1号（花用）」へ継承
    - 観葉エード - 葉面散布もできる原液（希釈）タイプの観葉植物用液肥。持ちやすいスクエアボトル入り（計量カップ付）。葉面散布できる液肥はこの製品が最後となるが、観葉植物用液肥のポジションは後に「エードポトリン4号（観葉植物用）」が受け継ぐ。
    - エード原液 - 広い庭に最適な原液（希釈）タイプの作物別液肥。1号（花用）は「花工場原液」へ継承
    - エードボール - フィルムコーティング錠を採用した置く（株元に軽く埋める）だけの徐放性肥料。使用時に手が汚れず、嫌な臭いもないので室内の鉢物に最適。効果は約3ヶ月持続。「エードボールCa」（但し、裸錠）へ継承（製造販売元：武田薬品工業）
    - 小粒エードボール - 植え付け、植え替え時に土に混ぜ込む元肥。徐放性製剤で、嫌な臭いもないので室内園芸に最適。生産完了後、暫く当ポジションの製品が発売されなかったが、21世紀に入って同コンセプトの製品「ガーデニングエードボール」が発売された。
    - 有機エードボール - 有機入り置くだけ肥料（裸錠）。効果は約2ヶ月持続。牛由来原材料を含む為、BSE問題により生産中止。
    - ガーデニングエードボール - 特殊コーティング・配合によりワンシーズン効果が続く、カルシウム配合草花・果樹・芝生・グランドカバー用元肥。芝生・グランドカバーには芽出し肥として表面散布、その他の作物には土壌混和により使用。元肥ではあるが、既に植わっている作物にも株元土壌混和により使用できる。嫌な匂いが無いので、特に室内の鉢物に最適。「マイガーデン元肥用」へ継承
    - ベジタブルエードボール - 収穫まで効果が続く野菜用元肥。カルシウム配合。「マイガーデンベジフル」へ継承
    - エードポトリン - うすめずそのまま与える点滴タイプの液肥。ラインナップは1号（シクラメン・ベゴニア用）、2号（セントポーリア・プリムラ用）、3号（洋ラン用）、4号（観葉植物用）、5号（サボテン・多肉植物用）、A号（鉢花用）、B号（ハーブ用）の7種類。（B号のみ、2度目のリニューアル時に追加）
    - ジョブススティック（打ち込み式肥料） - 花工場スティックへ継承
    - 花工場スティック（家庭用） - 差し込む（打ち込む）だけの肥料。鉢物用・プランター用・バラ用・庭木用の4種類。バラ用、庭木用には打ち込みキャップが付属。
    - 花工場スピーディー - 薄めずそのまま与えるシャワータイプの液肥。「そのまま使える花工場 植物全般用」へ継承
    - マイガーデンバラ用 - 「マイローズ ばらの肥料」へ継承
    - マイガーデン野菜用 - 「マイガーデンベジフル」へ継承

  - 活力剤
    - エードビタスプレー（植物活力剤） - 原液のまま葉に直接スプレーする葉面散布用植物活力剤。ビタミン、微量要素配合。
    - エイヨールアンプル
    - 花工場アンプル - お得な20本入り。
    - 花工場ストレート液 - 花の万博公式植物活力剤。ワンタッチキャップを採用したそのまま使えるシャワータイプ。「花工場スピーディー」へ継承

  - 植物生長調節剤【農薬】
    - スリトーン（わい化剤） - 武田ボンザイフロアブルへ機能統合。
    - ルチエース - さし木、さし芽の発根促進剤。製造販売元での採算が合わず、同社の本事業撤退に伴う登録失効により生産完了。生産完了後、暫く当社から発根促進剤が発売されていなかったが、後に「ルートン」を取り扱うようになる。（製造販売元：藤沢薬品工業（現：アステラス製薬））
    - STボンザイフロアブル（わい化剤）

  - その他
    - アースチェック（土壌酸度試験紙） - 液タイプの「アースチェック液」へ機能統合
    - ウォーターシグナル（土壌湿度試験紙） - 鉢土に差し込むと土壌中の水分量をマークでお知らせ、水遣りの適正なタイミング・量が一目瞭然。数回使用可能。
    - タケダ培養土21 - 天然樹皮を使用した軽量な培養土。使用後は燃えるゴミで捨てられ、ハンギングバスケットにも最適。
    - 培養土 - 天然樹皮を主原料とし、培養土で初めてエコマークを取得した製品。発売当初のラインナップは「コンテナガーデン用」「洋らん用」「マルチング用」「草花・一般用」の4種類。「コンテナガーデン用」には元肥「ガーデニングエードボール」が付属。「洋らん用」は生産者にも植え込み材として愛用されてきた。「マルチング用」は従来の敷ワラやマルチフィルムに代わる、家庭園芸・家庭菜園向けの環境に優しいマルチング材で、表土の上に敷くことで保温性、保・排水性を高め、アブラムシや雑草等の発生を抑制する（殺虫剤・除草剤不使用、農薬登録規制外商品）。「草花・一般用」はプロの方もたっぷり使える60L入りで、土壌改良剤（排水性改善）としても活用できる。何れもpH・EC調整済で、開封後すぐ使用でき、使用後は燃えるゴミで捨てられる。「洋らん用」「マルチング用」は使用方法が特異的であった為に一般消費者にはあまり馴染めず発売後暫くして早くも終売、「コンテナガーデン用」も同様の理由で終売、最も長く販売された「草花・一般用」も一般家庭には容量が多く、また流通ルートが限られていたせいか、売れ行きが悪く結果的に終売となった。
    - ファーマーズポット - 再生紙を原料とした環境に優しい鉢・プランター・受皿。プランター及び受皿には防水処理が施されている。使用後は燃えるゴミで捨てられる他、砕いて土にすき込めば土壌改良剤にもなる。
    - ハンドスプレー・ノズル付
    - ハンドスプレーL・ノズル付
    - ロングアーム - 庭木など背の高い作物にエアゾール剤を散布する際に便利な高枝アタッチメント。先端にエアゾール缶を装着し、グリップを引いて噴射する。

  - 業務用製品
    - ルートキーパー（活力剤）

ほか多数